# Ray Noble
Raymond Stanley Noble (17 décembre 1903 - 3 avril 1978) est un musicien anglais de Jazz et de Big band, chef d'orchestre, compositeur et arrangeur, animateur de radio, comédien de télévision et de cinéma, et acteur. Il s'est principalement produit en Angleterre mais également aux États-Unis. Il est surtout connu pour ses succès de l'époque : « The Very Thought of You » et « Cherokee ».
Noble a écrit à la fois les paroles et la musique de nombreuses chansons populaires à l'époque des orchestres de danse britanniques — connue sous le nom de « l'âge d'or de la musique britannique » —, notamment pour son ami et associé de longue date Al Bowlly. Ses numéros musicaux les plus emblématiques incluent des chansons telles que « Love Is the Sweetest Thing », « Cherokee », « The Touch of Your Lips », « I Hadn't Anyone Till You », « Goodnight, Sweetheart, What More Can I Ask? », et « The Very Thought of You ».

## Jeunesse et carrière

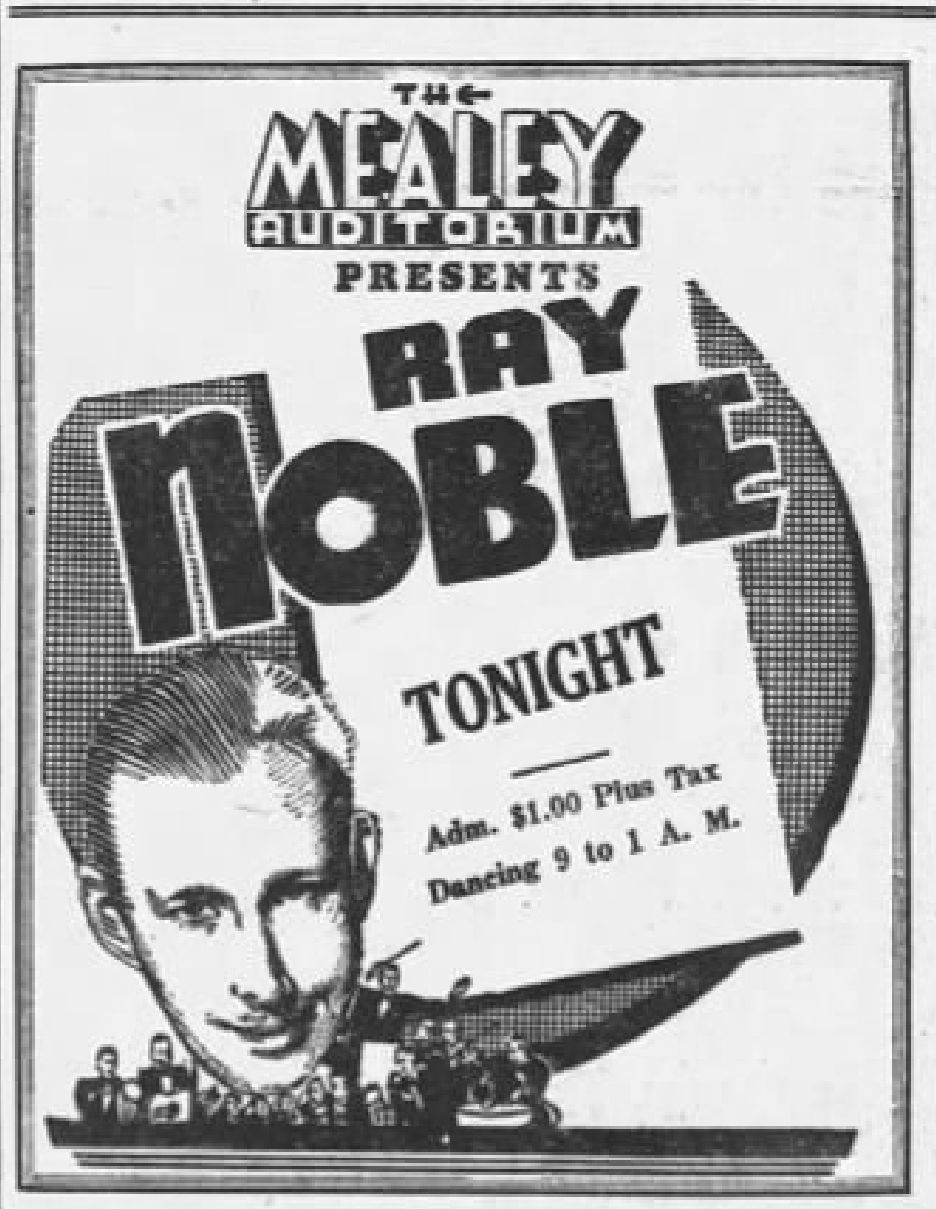
Une publicité pour un concert

Noble est né au 1 Montpelier Terrace dans le quartier de Montpelier à Brighton, en Angleterre. Une plaque bleue sur la maison le commémore. Il était le neveu du compositeur de musique d'église anglicane T. Tertius Noble (1867–1953).
Etudiant à la Royal Academy of Music, Noble remporte en 1927 le concours du meilleur orchestrateur de danse britannique, lancé par Melody Maker. En 1929, il devient chef du New Mayfair Dance Orchestra, un groupe du label HMV Records qui comprenait des membres de nombreux orchestres d'hôtels parmi les plus réputés de l'époque. Noble a enregistré de manière prolifique pendant cette période et US Victor a sorti plusieurs de ses enregistrements HMV, notamment « Butterflies in the Rain », « Mademoiselle », « My Hat's on the Side of My Head » et « The Very Thought of You ».
Le chanteur le plus populaire de l'orchestre de Noble était Al Bowlly, qui le rejoint en 1930. Durant cette période, Noble co-écrit « Turkish Delight », « By the Fireside » et « Goodnight, Sweetheart ». Cette dernière chanson a propulsé Guy Lombardo au top des charts américains. Elle a également été utilisée (avec Al Bowlly au chant) dans l'épisode original de la série télévisée Star Trek « Contretemps ».

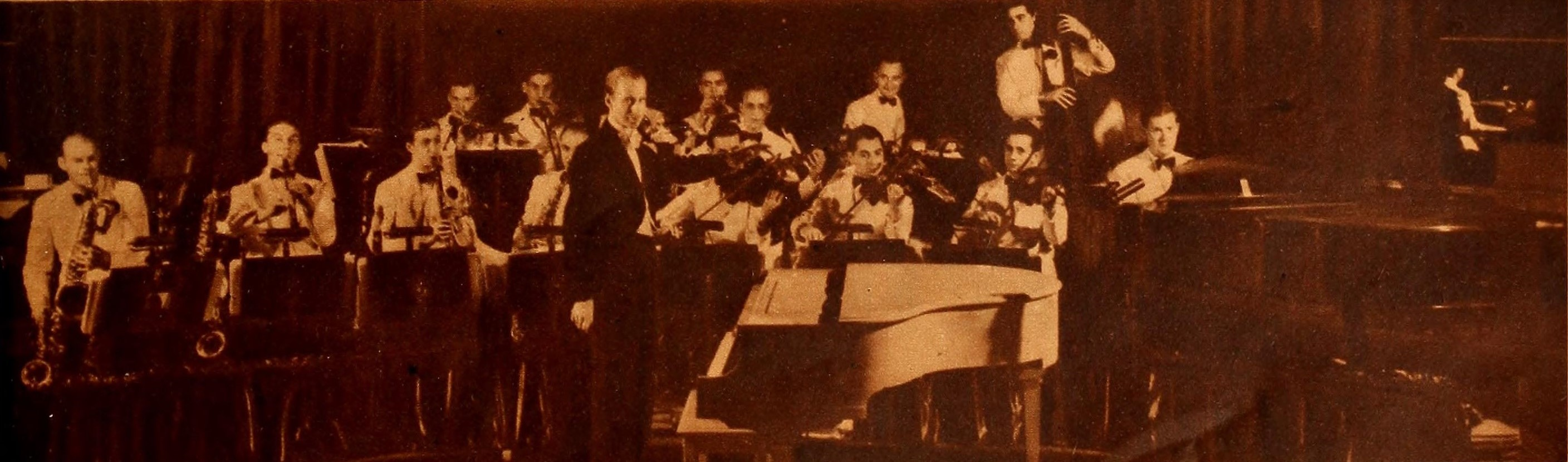

## Carrière aux États-Unis
Noble s'installe à New York en 1934 et ses enregistrements avec Bowlly et le British New Mayfair Dance Orchestra sur HMV remportent un franc succès aux États-Unis.
Noble a emmené Al Bowlly et son batteur Bill Harty aux États-Unis et demande au tromboniste Glenn Miller de recruter des musiciens américains pour compléter le groupe. Miller jouait du trombone dans l'orchestre Ray Noble, qui interprétait la composition de Glenn Miller « Dese Dem Dose » dans le cadre du medley « Dese Dem Dose/An Hour Ago This Minute/Solitude » lors d'une représentation au Rainbow Room en 1935. Le groupe américain Ray Noble connait alors un succès retentissant au Rainbow Room de New York avec Bowlly comme chanteur principal.
Bien que Noble ne fût pas un chanteur, il apparaît deux fois en tant qu'Anglais de la haute société sur deux de ses disques new-yorkais les plus populaires, " Top Hat " de 1935 et " Slumming on Park Avenue " de 1937. Noble était également un arrangeur qui a enregistré de nombreux succès dans les années 1930 : « Goodnight, Sweetheart » (1931), « Mad About the Boy » (1932), « Paris in the Spring » (1935), « Blue Danube » (1932), « The Very Thought of You » (1934), « Love Is the Sweetest Thing » (1932), « I've Got My Love to Keep Me Warm » (1937), « I've Got You Under My Skin » (1936), « Easy to Love » (1936) et « Isle of Capri » (1934).
Noble et son orchestre apparaissent dans le film de 1937 Une demoiselle en détresse avec Fred Astaire , Joan Fontaine, George Burns et Gracie Allen. Noble y joue un personnage amoureux de Gracie Allen. Bowlly retourne en Angleterre en janvier 1937, mais Noble continue à diriger des groupes en Amérique, se lançant dans une carrière d'acteur, incarnant souvent un personnage anglais stéréotypé de l'upper class.
Noble jouait du piano, mais il le faisait rarement avec son orchestre. Dans un court métrage des années 1940 mettant en vedette Ray Noble et Buddy Clark (l'un de ses chanteurs les plus populaires), l'annonceur demande à Noble de jouer l'un de ses tubes les plus populaires. Il s'assoit au piano et joue « Goodnight, Sweetheart ».

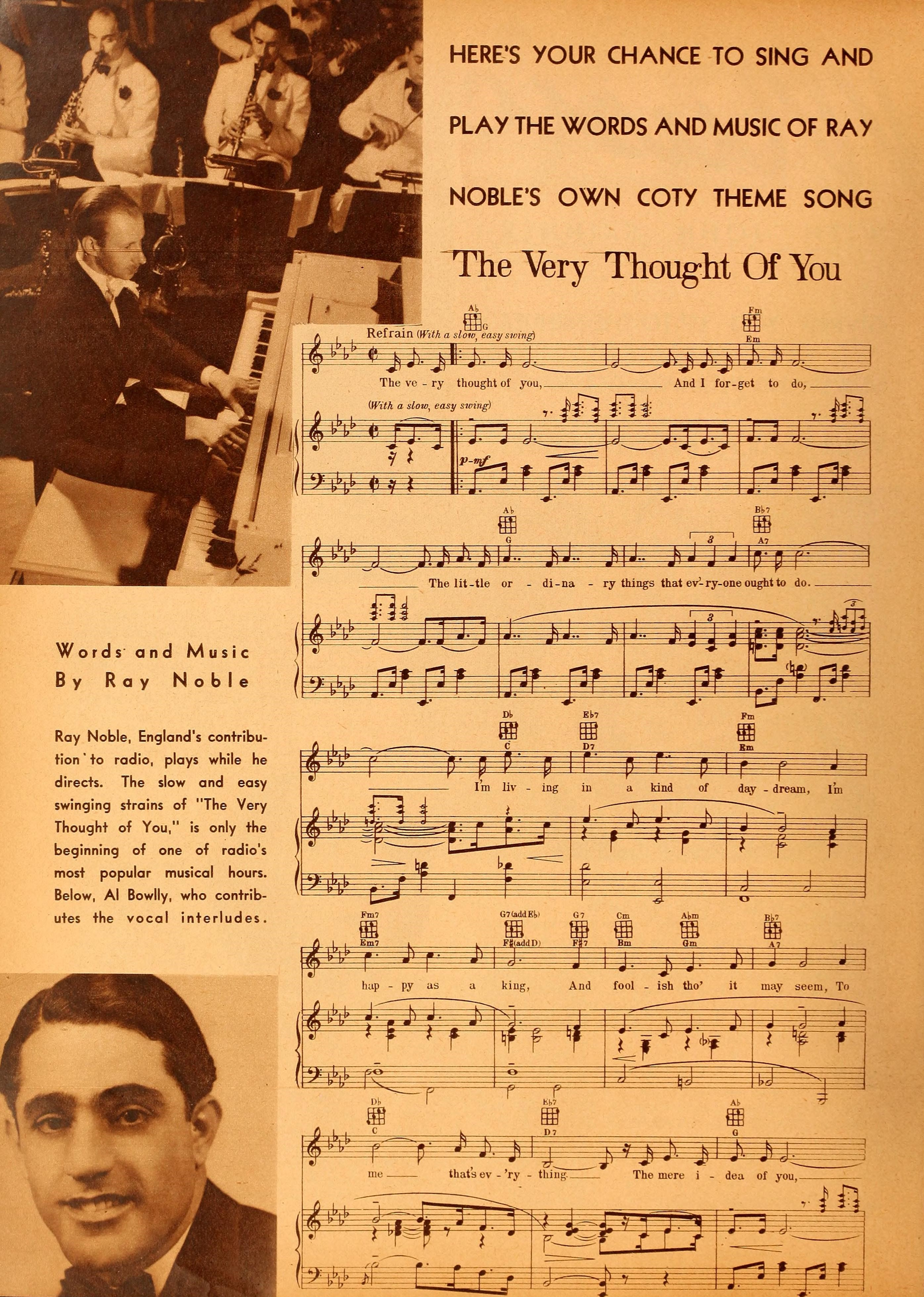
Partition de The Very Thought of You

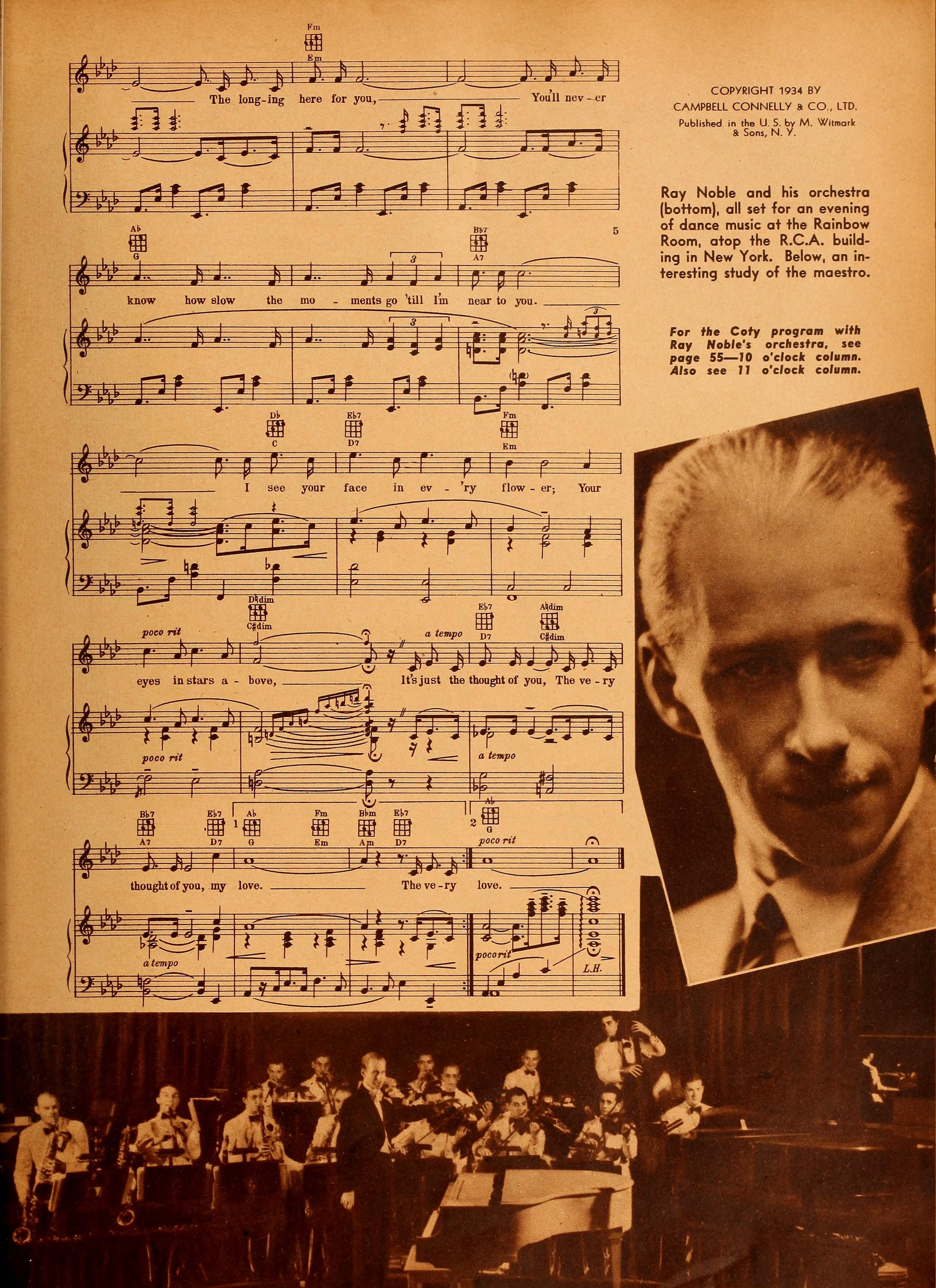

## Retraite
Noble prend sa retraite à Santa Barbara, en Californie au milieu des années 1950. À la fin des années 1960, il s'installe à Jersey, dans les îles Anglo-Normandes. En mars 1978, il s'envole pour Londres pour se faire soigner d'un cancer et décède plus tard de sa maladie dans un hôpital londonien.

## Honneurs posthumes
- En 1987, Noble a été intronisé au Big Band et au Jazz Hall of Fame.
- En 1996, Noble a été intronisé au Songwriters Hall of Fame.
- En 2005, « The Very Thought of You », enregistré par Ray Noble et son orchestre sur Victor en 1934, a reçu le Grammy Hall of Fame Award.

## Dans la culture populaire
- En 1938, les compositions de Noble « The Very Thought of You » et « You're So Desirable » ont été enregistrées par Billie Holiday et Teddy Wilson.
- Les enregistrements de Noble et Bowlly de 1934 de « Midnight, the Stars and You » et « It's All Forgotten Now » ont été largement mis en avant sur la bande originale du film de Stanley Kubrick de 1980 , The Shining.
- En 1990, la composition de Noble "You're So Desirable" a été enregistrée par Robert Palmer[réf. nécessaire].
- Dans le roman de John Le Carré de 1989, La Maison Russie et la version cinématographique de 1990, le protagoniste « Barley » Blair, joué par Sean Connery dans le film, est décrit comme ayant joué dans le « grand groupe de Ray Noble » [7]
- De nombreuses œuvres ultérieures du dramaturge de télévision et de cinéma Dennis Potter présentent des personnages faisant du playback sur des enregistrements de Noble[réf. nécessaire].